# Bulbul importun
Andropadus importunus
Genre
Espèce
Statut de conservation UICN

 LC  : Préoccupation mineure
Le Bulbul importun (Andropadus importunus) est une espèce de passereaux de la famille des Pycnonotidae. Il est la seule espèce du genre Andropadus, 

## Description
Le Bulbul importun fait de 15 de 18 cm de long, avec un plumage essentiellement d'un vert-gris olive terne, plus pâle sur le dessous que sur le dessus. Il a un iris blanc. Les sexes sont semblables en plumage, mais les jeunes sont encore plus ternes que les adultes et ont les yeux foncés.
La sous-espèce A. i. hypoxanthus est beaucoup plus jaune sur le dessous que la sous-espèce nominale.

## Comportement
Le Bulbul importun est un oiseau commun, qui a tendance à vivre caché dans le feuillage et qu'on entend plus souvent qu'on ne voit. Il vit habituellement en couples ou en petits groupes, recherchant de la nourriture comme des insectes, des fruits et de petits escargots.
C'est une espèce qui vocalise et son appel le plus typique est une phrase monotone, sonnante commençant par un unique sifflet pénétrant weeeewee, suivi d'un gloussement désordonné et se terminant par un sifflement un peu plaintif, trouillard et descendant.

## Répartition
C'est un oiseau sédentaire résidant dans les buissons côtiers, les forêts vivaces et les zones arbustives arides en Afrique de l'Est depuis l'Éthiopie au Cap en Afrique du Sud.

## Nomenclature et systématique
Initialement, dix-huit espèces différentes de pycnonotides, regroupés sous le genre Andropadus, furent reclassifiés sous les genres Arizelocichla, Stelgidillas et Eurillas en 2010. Andropadus est devenu un genre monotypique, contenant uniquement le Bulbul importun.
D'après Alan P. Peterson, il existe les quatre sous-espèces suivantes :
- Andropadus importunus insularis Hartlaub, 1861 — du sud de l'Éthiopie et de la Somalie à l'est de la Tanzanie
- Andropadus importunus importunus (Vieillot, 1818) — plateaux de l'est de l'Afrique australe
- Andropadus importunus oleaginus Peters, W, 1868 — sud du Zimbabwe et du Mozambique au nord de l'Afrique du Sud
- Andropadus importunus hypoxanthus Sharpe, 1876 — du sud-est de la Tanzanie au centre du Mozambique, du Zimbabwe et de la Zambie